# Jota Lupi
Jota Lupi (ι Lupi, förkortad Jota Lup, ι Lup), som är stjärnans Bayer-beteckning, är en ensam stjärna i västra delen av stjärnbilden Vargen. Den har en skenbar magnitud av 3,54 och är synlig för blotta ögat där ljusföroreningar ej förekommer. Baserat på parallaxmätning inom Hipparcosuppdraget på ca 9,7 mas, beräknas den befinna sig på ett avstånd av ca 340 ljusår (104 parsek) från solen. På det beräknade avståndet minskar stjärnans skenbara magnitud med en skymningsfaktor på 0,23 enheter beroende på interstellärt stoft. Stjärnan verkar ingå i Scorpio-Centaurus OB-gruppen.

## Egenskaper
Jota Lupi är en blå till vit underjättestjärna av spektralklass B2.5 IV,, vilket kan tyda på att den har förbrukat sitt förråd av väte och har börjat expandera från huvudserien. Den har en massa som är ca 7 gånger solens massa, en radie som är ca 4 gånger solens radie och avger ca 2 100 gånger mer energi än solen från dess fotosfär vid en effektiv temperatur på ca 18 600 K.
Jota Lupi roterar snabbt med en projicerad rotationshastighet på 370 km/s, vilket ger den en något tillplattad form med en ekvatorialradie som uppskattas vara 12 procent större än polarradien.